# Podsavezna nogometna liga NP Karlovac 1963./64.
| Mj. | Klub                                   | Sus.                   | Pobj.                  | Ner.                   | Por.                   | GR.                    | Bod.                   |
| --- | -------------------------------------- | ---------------------- | ---------------------- | ---------------------- | ---------------------- | ---------------------- | ---------------------- |
| 1.  | NK Korana Turanj                       |                        |                        |                        |                        |                        | 32                     |
| 2.  | NK Radnik Karlovac                     |                        |                        |                        |                        |                        | 30                     |
| 3.  | NK Vatrogasac Gornje Mekušje           |                        |                        |                        |                        |                        | 27                     |
| 4.  | NK Tehničar Karlovac                   |                        |                        |                        |                        |                        | 26                     |
| 5.  | NK Jela Vrbovsko                       |                        |                        |                        |                        |                        | 16                     |
| 6.  | NK Mladost Rečica                      |                        |                        |                        |                        |                        | 15                     |
| 7.  | NK Kupa Donje Mekušje                  |                        |                        |                        |                        |                        | 14                     |
| 8.  | NK Jedinstvo Šišljavić                 |                        |                        |                        |                        |                        | 9                      |
| 9.  | NK Mladost Donje Mrzlo Polje Mrežničko |                        |                        |                        |                        |                        | 6                      |
| 10. | NK Tekstilac Generalski Stol           | odustao od natjecanja  | odustao od natjecanja  | odustao od natjecanja  | odustao od natjecanja  | odustao od natjecanja  | odustao od natjecanja  |
| 11. | NK Mrežnica Zvečaj                     | odustala od natjecanja | odustala od natjecanja | odustala od natjecanja | odustala od natjecanja | odustala od natjecanja | odustala od natjecanja |